# Лебніц
Лебніц (нім. Löbnitz) — громада в Німеччині, розташована в землі Саксонія. Входить до складу району Північна Саксонія.
Площа — 37,20 км2. Населення становить 2088 ос. (станом на 31 грудня 2020).